# Bruchia lindigiana
Bruchia lindigiana là một loài rêu trong họ Bruchiaceae. Loài này được Hampe Broth. mô tả khoa học đầu tiên năm 1901.